# Ежен Ловинеску
Ежен Ловинеску (Фалтичени, 31. октобар 1881 — Букурешт, 16. јул 1943) био је румунски теоретичар књижевности, писац, социолог, историчар књижевности, књижевни критичар, мемоариста, драматург, новелиста, романописац који је 1919. године основао књижевни клуб Сбураторул (рум. Sburătorul). Био је отац Монике Ловинеску и ујак Хорие Ловинескуа, Васила Ловинескуа и Антона Холбана. Постхумно је изабран за члана Румунске академије 1991. године.

## Дела

### Књижевна критика
- Istoria civilizației române moderne, (1924—1925);
- Istoria literaturii române contemporane, (I-VI, 1926-1929);
- Critice, ediție definitivă (1925—1929);
- T.Maiorescu, (I-II, 1940),
- T. Maiorescu și contemporanii lui, (I-II, 1943-1944);
- T. Maiorescu și posteritatea lui critică, (1943);

### Дневници
- Memorii, (I-III, 1932);
- Agende literare, (postume);

### Романи
- Nuvele florentine, 1906
- Crinul, 1912
- Aripa morții, 1913
- Viața dublă, 1932
- Mite(1934)
- Bălăuca (1935)
- Bizu, 1932
- Patru, 1932
- Diana, 1956
- Acord final

### Представе
- De peste prag, 1906
- Lulu, 1924

### Преводи
- Publius Vergilius Maro (1964), Eneida, Colecția Biblioteca pentru toți, Traducere de Eugen Lovinescu, Text revăzut, prefață, tabel cronologic, note și indice de Eugen Cizek, București: Editura pentru Literatură